# شهرستان ژانگبی
شهرستان ژانگبی (به لاتین: Zhangbei County) یک شهرستان‌های جمهوری خلق چین در چین است که در جانگجیاکو واقع شده‌است.
 شهرستان ژانگبی ۴٬۱۸۵ کیلومتر مربع مساحت و ۳۷۰٬۰۰۰ نفر جمعیت دارد.